# Špilja pod Zimzelom
Špilja pod Zimzelom este o arie protejată (sit de importanță comunitară — SCI) din Croația întinsă pe o suprafață de 0,78 ha, integral pe uscat.

## Localizare
Centrul sitului Špilja pod Zimzelom este situat la coordonatele 45°16′55″N 15°06′56″E / 45.281947°N 15.115478°E.

## Înființare
Situl Špilja pod Zimzelom a fost declarat sit de importanță comunitară în iulie 2013 pentru a proteja 1 specie de animale.

## Biodiversitate
Situată în ecoregiunea alpină, aria protejată conține 1 habitat natural: Peșteri inaccesibile publicului.
La baza desemnării sitului se află o specie protejată de  nevertebrate: Leptodirus hochenwartii.